# ΜClinux
µClinux představoval fork linuxového jádra pro mikrokontroléry (ve vestavěných systémech) bez jednotky správy paměti (MMU). Jednotka pro správu paměti byla začleněna do hlavní vývojové linie až od verze 2.5.46. V rámci projektu stále pokračuje pro mikrokontroléry vývoj patchů a nástrojů.
Znaky "µC" v názvu se vyslovují jako "you-see" (česky: vidíš), nikoli jako písmeno řecké abecedy Mý.

## Historie
Původními autory µClinuxu z roku 1998 jsou D. Jeff Dionne a Kenneth Albanowski. Při vzniku byl µClinux (ve verzi jádra 2.0.33) určen pro vestavěné procesory řady Motorola 680x0 série DragonBall (zejména na sérii 68EZ328 využívanou v Motorola PalmPilotovi). Po vydání této počáteční verze se komunita vývojářů rychle rozrostla a rozšířila projekt s pomocí nového Linuxového jádra i na ostatní mikroprocesorová zařízení. Na začátku roku 1999 byla přidána podpora pro rodinu vestavěných mikroprocesorů Freescale ColdFire od Motoroly. Podpora pro architekturu procesorů ARM byla přidána až později.
Novější verze µClinuxu využívají jádro ve verzi 2.4 nebo 2.6 (původně bylo využíváno jádro verze 2.0). Michael Leslie a Evan Stawnyczy zavedli do µClinuxu Linuxové jádro ve verzi 2.4 (z původního 2.0.36) v průběhu jejich práce na Rt-Controleru. Verze 2.2 Linuxového jádra nebyla v µClinuxu nikdy implementována.
Pro širší podporu procesorových architektur je v µClinuxu od verze 2.5.46 implementována aktuální verze jádra. V tomto ohledu µClinux v podstatě již není samostatný fork Linuxu. Greg Ungerer (který zavedl podporu µClinuxu pro rodiny procesorů Motorola ColdFire) i nadále udržuje a aktivně prosazuje zachování podpory pro µClinux do verze Linuxového jádra 2.6.
Projekt pokračuje ve vývoji záplat a podpoře nástrojů pro užívání Linuxu na mikrokontrolérech. µClinux má podporu pro mnoho architektur, a tvoří základ mnoha výrobků, jako jsou routery, bezpečnostní kamery, DVD přehrávače nebo MP3 přehrávače, VoIP telefonní ústředny, scannery a čtečky karet.

## Podporované architektury
Aktuální seznam obsahuje:
- Altera NIOS
- ADI Blackfin
- ARM ARM7TDMI
- Axis ETRAX
- Freescale m68k, rodina aka Motorola 68000.
- Fujitsu FR-V
- Hitachi H8
- Hyperstone E1/E2 (nazýván hyLinux)
- Intel i960
- MIPS
- Motorola ColdFire
- NEC V850E
- Xilinx MicroBlaze
- Lattice Mico32

## Aktuální vývoj
Kvalita podpory se liší, přičemž některé verze již aktivně podporovány nejsou. Podpora pro ARM byla nedávno omezena, většina podpory se zaměřuje na novější verze jádra (od v. 2.6). Vývoj pro některé architektury se odehrává mimo komunitu µClinuxu (typicky kvůli komerčním zájmům), stejně tak pro některé typy architektur nemusí být zdrojové kódy µClinux použitelné.
Ačkoli µClinux v užším slova smyslu reprezentuje pouze jádro systému, vznikla v rámci projektu standardní knihovna jazyka C nazývaná uClibc (v současné době odděleně vyvíjená) a stejně tak bylo vytvořeno základní uživatelské rozhraní k ovládání vestavěných systémů s názvem "µClinux-dist".
Softwarový balík "µClinux-dist" obsahuje základní knihovny, nástroje a aplikace. Ty jsou zavedeny a konfigurovány v jádře a jsou viditelné v kořenovém souborovém systému.
Projekt µClinux je šířen pod licencí GNU GPL, stejně jako každé jiné rozšíření Linuxového jádra (i ve formě patchů).